# Retentionsfläche
Eine Retentionsfläche ist ein Begriff aus der Wasserwirtschaft und bezeichnet eine neben einem Fließgewässer zumeist tiefer liegende Fläche, die im Falle eines Hochwasserabflusses als Überflutungsfläche (Überschwemmungsgebiet) genutzt werden kann.
Ihre Benutzung schwächt damit die Hochwasserwelle ab, da der Querschnitt des Flusses erheblich erweitert wird. Flussabwärts steigt die Hochwasserwelle langsamer, sie wird verzögert und verläuft flacher. Die Retention ist umso größer, je geringer das Gefälle und je größer die Überschwemmungsfläche ist. Die auf der Retentionsfläche gespeicherten Wassermengen werden nach der Hochwasserspitze zeitverzögert wieder an den Fluss abgegeben. 
Die Retentionsfläche wird entweder durch eine wasserbauliche Maßnahme künstlich angelegt oder ist eine natürliche Gegebenheit. Der Zufluss zur Retentionsfläche kann oft durch menschlichen Eingriff gesteuert werden und so gezielt geöffnet werden. 
In Zeiten ohne Überflutung wird die künstliche Retentionsfläche zumeist landwirtschaftlich genutzt. Diese sollte möglichst in Form von Weide- oder Forstwirtschaft erfolgen. Selten genutzte Flächen laufen Gefahr, dass sich eine immer höherwertige Nutzung einstellt. 
Die Schaffung von Retentionsflächen ist eine Hochwasserschutzmaßnahme. 